# 動物的性格
動物的性格，又稱行為徵候群、行為綜合症（英語：behavior syndrome），是指人類以外一動物個體的一系列特定行為模式和情感反應，其中包含對外界刺激的反應、社交行為、情感表達與行為傾向。常見的動物性格如富攻擊性、勇敢、膽小、內向等。動物的行為能否用人類的性格來稱之是仍在爭論中的行為生態學問題。
性格是指個體在社會定義下，對周遭環境或社會的態度，經由行為表現出，性格可受到先天或後天因素影響而決定或受到改變。
判斷動物的性格，可以藉由觀察環境對個體產生的刺激、個體與個體或族群之間的互動模式、個體在從事不同行為時所表現的行動傾向來進行判斷。

## 動物與人類的性格
相較於人類而言，在對動物性格進行分析時，研究學者常會側重於行為模式的分析，迴避部分人類擁有的特質如好奇、探索心強等，常見的動物性格如富攻擊性、勇敢、害羞等，比較容易由個體的生活或行為模式觀察發現，將人類的各種性格用於動物身上，除了可能無法完美詮釋該動物的行為外，也可能會有過度主觀解讀的問題存在。
即使人類的複雜性格特徵無法完全用於動物身上，動物的行為特徵無法百分之百利用其性格進行預測或判斷。例如獵物與捕食者之間的關係，對於獵物而言，積極的去尋找配偶可以增加繁殖成功的機率，然而也會大大增加自己被捕食的風險。

## 性格與先天基因
動物的性格可能受到遺傳影響而使個體與親代有相似的性格，例如一群擁有相同基因的蜜蜂，在面對外來侵略者的威脅時，會群聚對入侵者共同發動攻擊，這種攻擊行為正是經由特定基因，並透過繁殖等行為在族群中保存下來，這牽涉到該性格與其相關聯的行為在族群中的遺傳度，如上述例子中，蜜蜂群聚攻擊入侵者可以提高巢穴的存活率，即使在過程中有部分個體受傷或死亡，保護巢穴的存活對整體族群而言是有益的，這種行為經過多次天擇後保留下來，使得同一巢穴的蜜蜂因具有相同基因而表現出相同的性格。

## 性格與後天環境的影響
動物在出生後就與週遭環境有著密不可分的關係，面對來自周遭的資源、限制、社交等不同情況，可能表現出與其他個體相似或相異的性格特徵。
舉例來說，同一族群的麋鹿在面對人類觀察者時，不同個體會有不同的反應，部分較為勇敢的麋鹿可能會選擇試著與人類進行接觸，而其他部分麋鹿可能選擇逃跑或遠距離注意該觀察者的行為。然而，一些願意主動接觸人類的麋鹿可能帶領其他麋鹿共同接觸人類，而這可以讓原先較為膽小的麋鹿有勇氣去接近人類，原先擁有膽小性格的麋鹿可以藉由其他個體的引導或幫助而改變自己的性格。
個體在一個族群所處的社會地位也可能直接或間接影響該個體的行為模式，例如在倭猩猩族群中，雄性倭猩猩相較雌性個體更為安靜、內向，而較為年長的個體會比年輕個體表現出更高的好鬥性，研究顯示雌性倭猩猩有比雄性倭猩猩更高的社會地位，與一般在黑猩猩族群中，雌性通常位於社會邊緣化地位呈現明顯對比。
動物在成長過程中所處的環境，會對他們的性格有所影響，狗在人類社會中常常成為人類生活的一份子，然而並非所有的狗都會對人類釋出善意。研究指出，家犬在與飼主有較長相處時間的情況下，比較少有攻擊飼主的情況產生。曾經遭到其他犬隻傷害、欺負的家犬，對於陌生的犬隻更可能抱有敵意。即使犬隻表現出較高的敵意，經由後天的訓練與指導，仍然有一定機率能協助改善其性格。

## 性格與生物演化的關聯
動物的性格直接或間接影響了他們的行為模式，而不同的行為模式與生物的演化或生存有重要的相關性。例如活潑外向且大膽的個體比較容易找到配偶，這類性格有助於他們繁殖下一代，若是該性格與基因互相關聯，產生的子代可以傳承親代的性格，這將有助於提升該性格在族群中的適應度。
研究發現海豚中較為大膽或外向的個體，會勇於尋找食物並將覓食相關資訊分享給整個群體，幫助整個族群有更佳的進食效率或是明確的食物來源，這有助於提升整個海豚族群的存活率，海豚在族群中的活躍程度也會增加他們繁殖後代的成功率。
有時候，具有攻擊性的性格可以幫助動物生存，除了群體生活的蜜蜂外，領地意識可以幫助動物維護自己生存的空間，防止自己有限的資源被其他個體利用而影響自己的生存優勢。而膽小的性格則可以幫助動物迴避危險，在無法確認天敵位置的情況下，保持警惕可以為自己爭取寶貴的逃生時間，許多動物如斑馬、羚羊具有此類性格，可以協助提升自身的存活率。